# Commensodorum commensalis
Commensodorum commensalis – gatunek wieloszczeta z rzędu Phyllodocida i rodziny Sphaerodoridae, jedyny z monotypowego rodzaju Commensodorum. Znany z wód morskich północnej Europy, głównie z cieśniny Skagerrak i uchodzących do niej fiordów. Zamieszkuje dno, wchodząc w skład zoobentosu.

## Taksonomia
Gatunek ten opisany został po raz pierwszy w 1961 roku przez Jörgena Lützena pod nazwą Sphaerodoridium commensalis. Jako miejsce typowe wskazano okolicę wyspy Blåbergsholmen w szwedzkim Gullmarfjordzie na głębokości 35 m. W 1974 roku Kristian Fauchald w ramach rewizji światowej fauny Sphaerodoridae wydzielił ten gatunek do własnego rodzaju Commensodorum. Rodzaj ten pozostaje dotychczas monotypowym. Ze względu na brak dostępnego materiału genetycznego nie został uwzględniony w molekularnych analizach filogenetycznych Maríi Capy i innych z 2016 i 2020 roku, jednakże w drugiej z prac dokonano jego morfologicznej redeskrypcji.

## Morfologia

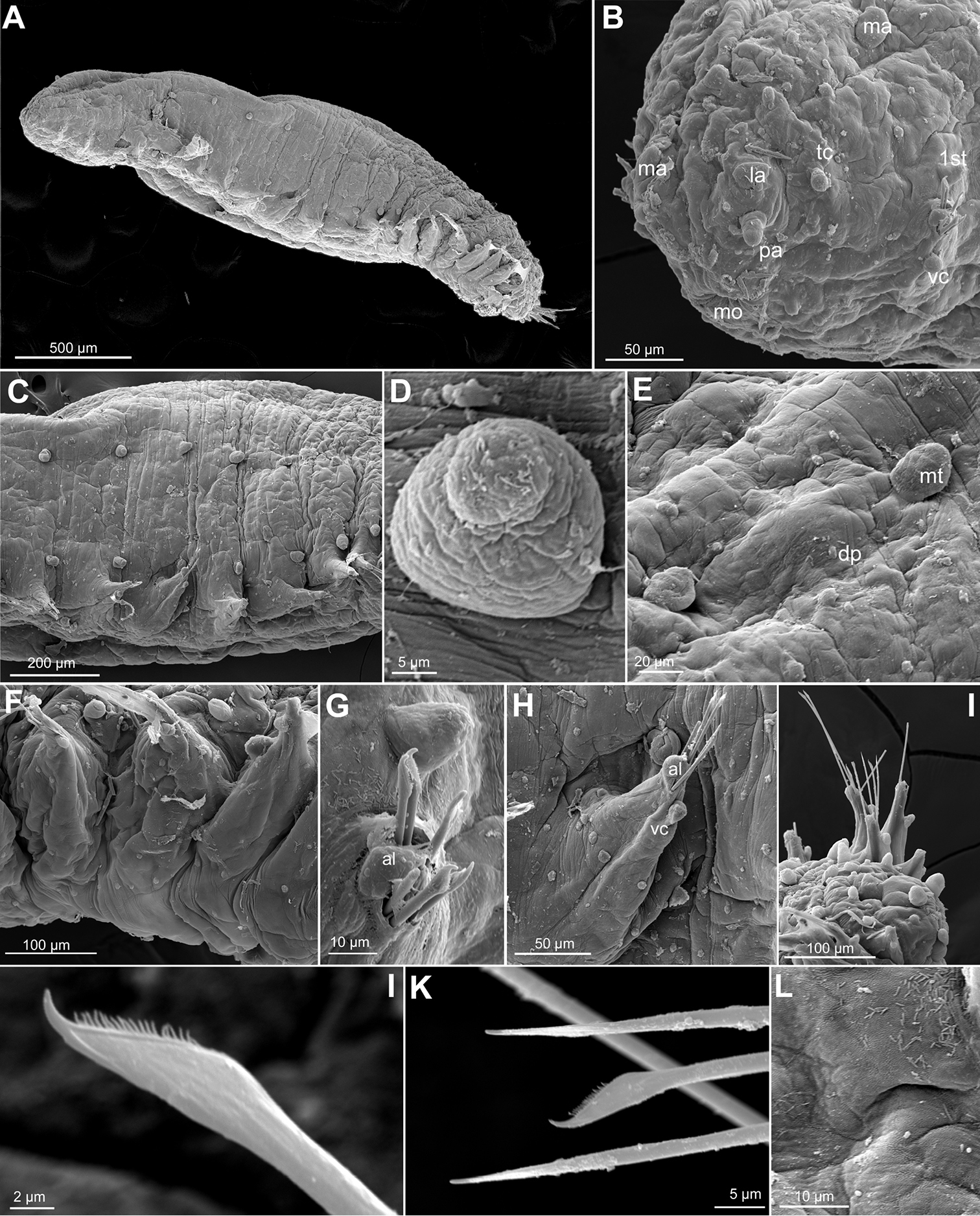
Budowa ukazana na fotografiach SEM. A: widok boczny na całe ciało, B: przód ciała w widoku bocznym, C: chetigery środkowej części ciała w widoku bocznym, D: guzek grzbietowy na chetigerze środkowej części ciała, E: nabłonek między guzkami grzbietowym, F: parapodia chetigerów od 12. do 14., G: parapodium chetigeru przedniej części ciała w widoku bocznym, H: parapodium chetigeru środkowej części ciała w widoku bocznym, I: parapodium tylnej części ciała w widoku przednim, J i K: szczecinki proste chetigeru przedniej i tylnej części ciała, L: nabłonek z granulkami

Wieloszczet ten ma ciało stosunkowo krótkie i grube, elipsowate w zarysie, z wierzchu wypukłe, od spodu przypłaszczone, osiągające od 0,5 do 4,5 mm długości i do 0,9 mm szerokości. U holotypu ciało buduje 17 segmentów szczecinkonośnych (chetigerów), u okazów najdłuższych jest ich 22. Wierzch chetigerów zaopatrzony jest w większe guzki i mniejsze papille. Guzki te określane są jako makroskopowe, ale ich rozmiary są mniejsze niż guzków makroskopowych innych przedstawicieli rodziny. Guzki te na pierwszym chetigerze ułożone są w dwóch, a na dalszych chetigerach w czterech szeregach podłużnych, na każdym chetigerze tworząc jeden szereg poprzeczny. Guzki te są siedzące i mają kształt elipsowaty, stożkowaty lub gruszkowaty. Pozbawione są brodawek końcowych (papilli terminalnych), natomiast mają kilka porów na szczycie. Papille grzbietowej strony chetigerów są bardzo drobne, półkuliste i poukładane w pięć lub sześć szeregów poprzecznych na każdym segmencie. Po brzusznej stronie chetigerów występują papille nieco większe i mniej liczne. Brak jest na ciele guzków mikroskopowych.
Prostomium zlane jest z pierwszym segmentem ciała w część głowową. Zaopatrzone jest ono w parę głaszczków, parę czułków bocznych i pojedynczy czułek środkowy. Wszystkie te przydatki są krótkie, stożkowate, niewiele dłuższe niż szerokie, pozbawione ostróg czy brodawek nasadowych; głaszczki są większe od czułków. Na pierwszym segmencie ciała znajduje się jeszcze para elipsowatych wąsów przysutnych o rozmiarach podobnych czułkowi środkowemu. Poza tym na głowie występuje kilka drobnych, półkulistych papilli, brak zaś na niej papillów czułkowatych i oczu. Mogąca się wywracać na zewnątrz część gardzieli (ryjek) pozbawiona jest uzbrojenia.
Parapodia są jednogałęziste, stożkowate, pozbawione papilli, na początkowych trzech lub czterech chetigerach tak długie jak szerokie, na chetigerach środkowej i tylnej części ciała od dwóch do trzech razy dłuższe niż szersze. Płaty acikularne wszystkich parapodiów mają elipsowaty zarys. Każdy z nich ma jedną, tęgą acikulę. Wyrastający na spodniej stronie parapodium cirrus brzuszny przypomina kształtem i rozmiarem płat acikularny. Na chetigerze pierwszym brak jest szczecin zmodyfikowanych w przysadziste, zakrzywione haki. Wszystkie szczecinki parapodiów są proste z piłkowaną krawędzią tnącą blaszki i nieco odchylonym wierzchołkiem. 
Pygidium zaopatrzone jest w dwa cirrusy analne położone grzbietowo-bocznie i jeden położony środkowo-brzusznie. Wszystkie trzy mają elipsowaty zarys.

## Ekologia i występowanie
Gatunek ten znany jest tylko z kilku stwierdzeń. Podawany był z wód morskich cieśniny Skagerrak i uchodzących do niej fiordów. Ponadto niepewne doniesienie pochodzi z wód Wielkiej Brytanii. Początkowo sugerowano, że jest komensalem innego wieloszczeta, Terebellides stroemii, ale późniejsze doniesienia nie potwierdziły obligatoryjności takiego związku.